# براهم باي بو اصبع

براهم باي بو اصبع هو باي قسنطينة وحاكم بايلك الشرق ضمن أيالة الجزائر في العهد العثماني. حكم خلال سنة 1792 ليخلفه فيما بعد حسين بوحنك باي.